# Contre-la-montre féminin aux championnats du monde de cyclisme sur route 2018
Le contre-la-montre féminin aux championnats du monde de cyclisme sur route 2018 a lieu sur 28,5 kilomètres le 25 septembre 2018 à Innsbruck, en Autriche. Il est remporté par la Néerlandaise Annemiek van Vleuten pour la seconde année consécutive.

## Système de qualification

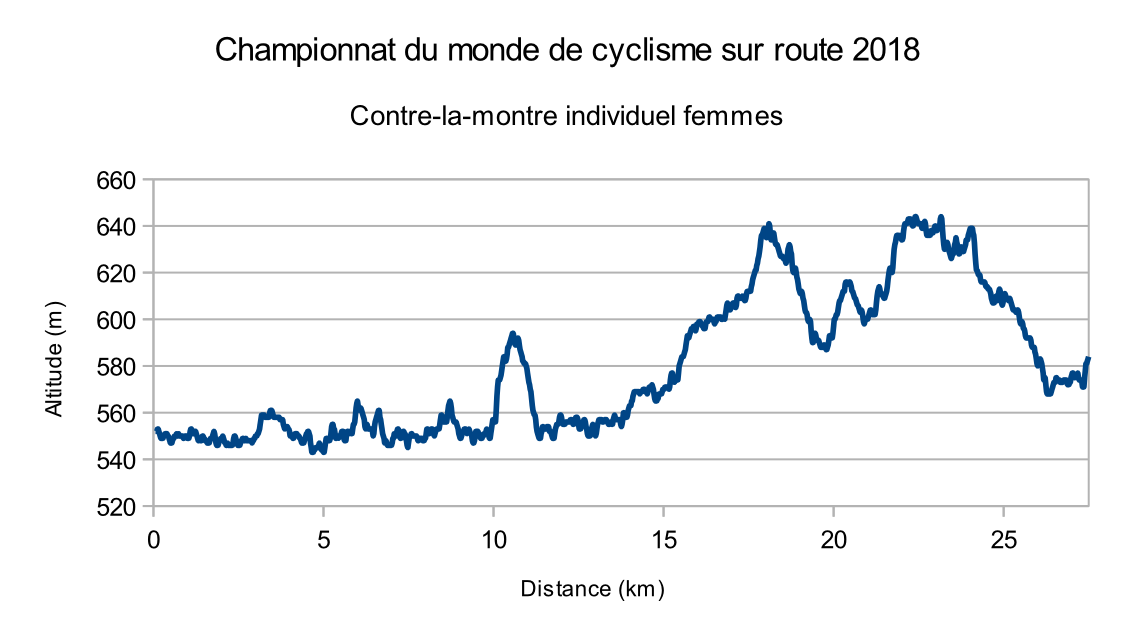
Profil de la course

Selon le système de qualification fixé par le comité directeur de l'Union cycliste internationale, « chaque nation bénéficie de 2 partants. [...] Le champion du monde et les champions continentaux en titre peuvent participer en sus [de ce quota] »,.
| Champion                | Nom                  | Pays         |
| ----------------------- | -------------------- | ------------ |
| Championne du monde     | Annemiek van Vleuten | Pays-Bas     |
| Championne d'Afrique    | Mosana Debesay       | Érythrée     |
| Championne panaméricain | Amber Neben          | États-Unis   |
| Championne d'Asie       | Jumi Lee             | Corée du Sud |
| Championne d'Océanie    | Grace Brown          | Australie    |
| Championne d'Europe     | Ellen van Dijk       | Pays-Bas     |

## Favorites
Les favorites sont les Néerlandaises, avec la vainqueur sortante : Annemiek van Vleuten et la seconde de l'année précédente Anna van der Breggen. La championne d'Europe Ellen van Dijk est également citée. Le site cyclingnews évoque la possibilité d'un podium intégralement néerlandais dans son pronostic.

## Récit de la course

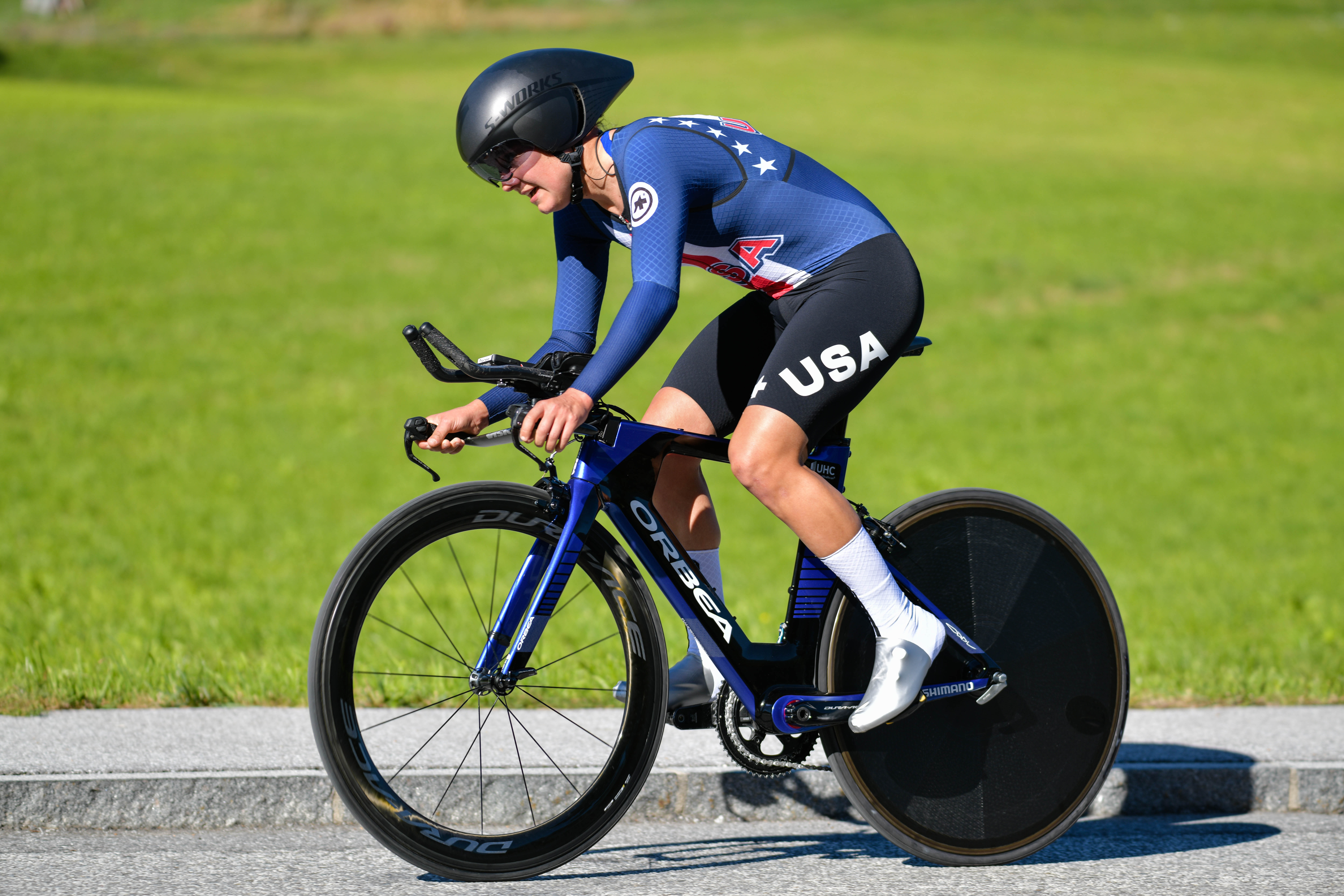
Leah Thomas.

Lucinda Brand réalise le premier temps de référence. Elle est devancée ensuite par Leah Kirchmann. Leah Thomas s'intercale ensuite. Elles sont toutes néanmoins devancées par Ellen van Dijk qui effectue une partie plate très rapide. Anna van der Breggen effectue un contre-la-montre très régulier et devance van Dijk dans la partie la plus difficile, mais Annemiek van Vleuten est celle qui est partie la plus vite. Elle remporte le titre pour la deuxième année successive. Les Pays-Bas occupe l'intégralité du podium,.

## Classement
| Rang                      | Coureuse                  | Pays              |    | Temps       |
| ------------------------- | ------------------------- | ----------------- | -- | ----------- |
| Médaille d'or, monde      | Annemiek Van Vleuten      | Pays-Bas          | en | 34 min 25 s |
| Médaille d'argent, monde  | Anna Van Der Breggen      | Pays-Bas          |    | 29 s        |
| Médaille de bronze, monde | Ellen Van Dijk            | Pays-Bas          |    | 1 min 25 s  |
| 4                         | Leah Kirchmann            | Canada            |    | 1 min 27 s  |
| 5                         | Leah Thomas               | États-Unis        |    | 1 min 32 s  |
| 6                         | Lucinda Brand             | Pays-Bas          |    | 1 min 43 s  |
| 7                         | Amber Neben               | États-Unis        |    | 1 min 48 s  |
| 8                         | Karol-Ann Canuel          | Canada            |    | 2 min 16 s  |
| 9                         | Elisa Longo Borghini      | Italie            |    | 2 min 17 s  |
| 10                        | Tayler Wiles              | États-Unis        |    | 2 min 31 s  |
| 11                        | Georgia Williams          | Nouvelle-Zélande  |    | 2 min 33 s  |
| 12                        | Pernille Mathiesen        | Danemark          |    | 2 min 35 s  |
| 13                        | Juliette Labous           | France            |    | 2 min 40 s  |
| 14                        | Lisa Brennauer            | Allemagne         |    | 2 min 49 s  |
| 15                        | Trixi Worrack             | Allemagne         |    | 3 min 2 s   |
| 16                        | Emilia Fahlin             | Suède             |    | 3 min 9 s   |
| 17                        | Marlen Reusser            | Suisse            |    | 3 min 11 s  |
| 18                        | Cecilie Uttrup Ludwig     | Danemark          |    | 3 min 17 s  |
| 19                        | Audrey Cordon             | France            |    | 3 min 17 s  |
| 20                        | Alena Amialiusik          | Biélorussie       |    | 3 min 20 s  |
| 21                        | Elena Pirrone             | Italie            |    | 3 min 32 s  |
| 22                        | Alice Barnes              | Grande-Bretagne   |    | 3 min 42 s  |
| 23                        | Hayley Simmonds           | Grande-Bretagne   |    | 3 min 47 s  |
| 24                        | Vita Heine                | Norvège           |    | 3 min 48 s  |
| 25                        | Martina Ritter            | Autriche          |    | 3 min 51 s  |
| 26                        | Lotta Lepisto             | Finlande          |    | 3 min 56 s  |
| 27                        | Omer Shapira              | Israël            |    | 3 min 59 s  |
| 28                        | Ann-Sophie Duyck          | Belgique          |    | 4 min 0 s   |
| 29                        | Eri Yonamine              | Japon             |    | 4 min 0 s   |
| 30                        | Margarita Victoria García | Espagne           |    | 4 min 9 s   |
| 31                        | Olga Shekel               | Ukraine           |    | 4 min 9 s   |
| 32                        | Anastasiia Iakovenko      | Russie            |    | 4 min 10 s  |
| 33                        | Kelly Murphy              | Irlande           |    | 4 min 19 s  |
| 34                        | Fernanda Yapura           | Argentine         |    | 4 min 21 s  |
| 35                        | Antri Christoforou        | Chypre            |    | 4 min 31 s  |
| 36                        | Valeriya Kononenko        | Ukraine           |    | 4 min 34 s  |
| 37                        | Barbara Mayer             | Autriche          |    | 4 min 41 s  |
| 38                        | Tereza Korvasova          | Tchéquie          |    | 5 min 1 s   |
| 39                        | Mia Radotic               | Croatie           |    | 5 min 4 s   |
| 40                        | Rotem Gafinovitz          | Israël            |    | 5 min 9 s   |
| 41                        | Eileen Burns              | Irlande           |    | 5 min 11 s  |
| 42                        | Maria Novolodskaya        | Russie            |    | 5 min 26 s  |
| 43                        | Natalya Saifutdinova      | Kazakhstan        |    | 5 min 47 s  |
| 44                        | Varvara Fasoi             | Grèce             |    | 6 min 9 s   |
| 45                        | Faina Potapova            | Kazakhstan        |    | 6 min 30 s  |
| 46                        | Eyeru Tesfoam Gebru       | Éthiopie          |    | 6 min 34 s  |
| 47                        | Agua Marina Espinola      | Paraguay          |    | 6 min 46 s  |
| 48                        | Tatiana Jasekova          | Slovaquie         |    | 6 min 49 s  |
| 49                        | Teniel Campbell           | Trinité-et-Tobago |    | 7 min 19 s  |
| 50                        | Mosana Debesay            | Érythrée          |    | 7 min 32 s  |
| 51                        | Yixian Pu                 | Chine             |    | 7 min 37 s  |
| -                         | Mikayla Harvey            | Nouvelle-Zélande  |    | Abandon     |

## Réactions
Après l'épreuve, Annemiek van Vleuten explique ne pas avoir ressenti de pression supérieure à l'année précédente. Elle est volontairement partie rapidement pour ne pas rééditer sa prestation des championnats nationaux néerlandais. Elle a ensuite souffert sur la fin de parcours, mais n'a pas perdu l'avantage. Leah Kirchmann se dit très satisfaite de sa quatrième place. Cecilie Uttrup Ludwig et Ann-Sophie Duyck sont par contre très déçues et disent toutes deux ne pas avoir eu de bonnes sensations.